# ソニックウィングス
| 1992 | ソニックウィングス                                        |
| 1993 | ソニックウィングス（スーパーファミコン）                  |
| 1994 | ソニックウィングス2                                       |
| 1995 | ソニックウィングス3                                       |
| 1996 | ソニックウィングススペシャル ソニックウィングスリミテッド |
| 1997 |                                                           |
| 1998 | ソニックウィングスアサルト                                |
| 1999 |                                                           |
| 2000 |                                                           |
| 2001 |                                                           |
| 2002 |                                                           |
| 2003 |                                                           |
| 2004 |                                                           |
| 2005 |                                                           |
| 2006 |                                                           |
| 2007 |                                                           |
| 2008 |                                                           |
| 2009 |                                                           |
| 2010 |                                                           |
| 2011 |                                                           |
| 2012 |                                                           |
| 2013 |                                                           |
| 2014 |                                                           |
| 2015 |                                                           |
| 2016 |                                                           |
| 2017 |                                                           |
| 2018 |                                                           |
| 2019 |                                                           |
| 2020 |                                                           |
| 2021 |                                                           |
| 2022 |                                                           |
| 2023 |                                                           |
| 2024 |                                                           |
| 2025 | ソニックウィングスリユニオン                              |

『ソニックウィングス』（SONIC WINGS）は、1992年にビデオシステムが製作した縦スクロール方式のシューティングゲームである。海外でのタイトル名は『AERO FIGHTERS』（エアロファイターズ）である。
特徴として各面の長さが通常のシューティングゲームより短く、展開がスピーディーでメリハリが効いている点が挙げられる。 また、登場キャラクターを前面に押し出しており、ステージを進めるごとにキャラクターの会話シーンが入る流れはその後のシューティングゲームにも影響を与えた。一方で、ショットがパワーアップすることもあるが、一定の弾数を撃つと元の状態に戻るペナルティもある。
発売当時は対戦型格闘ゲームがブームであり、シューティングゲームを得意としていた東亜プランやUPLなどが同時期に相次いで倒産したが、本作品は上記の特徴が受け入れられてヒットした。
後にシリーズ化もされ、家庭用ゲーム機への移植版も発売された（#移植版）。

## ゲームシステム
プレイヤーが操作できる機体は、参加した4カ国（それぞれの国ごとがチームとなっている）から選び、プレイヤー1・2でそれぞれ異なり全8種類。サブウエポンやボンバーの種類が多彩で、敵のボスキャラクターも非常に個性的となっている。また、シナリオの内容もコミカルである。
ステージは全7面（前半3面はランダム、後半4面は固定）で構成されており、それを2周すればオールクリアとなる。前半のランダムステージは選んだ国のステージは選択されない（例：日本チームを選択すると、東京ステージが出現しなくなる）。各キャラクターによってエンディングが異なる。なお、前半のステージでコンティニューした場合はその場から再開出来るが、後半のステージではそのステージの冒頭から再開する仕組みとなっている。

## メインストーリー（プロローグ）
19XX年、世界各国の主要都市が何者かに占領される。
敵勢力の高い軍事力により、国連側の防衛線は突破されてしまう。
そんな中、世界各国にいる8人のパイロットは様々な理由から戦闘機に乗り込り、敵勢力と対決する。

## 登場キャラクター
キャラクター名の隣に書かれたカッコ内は所属国（チーム）名。所属国は出身国や国籍のある国ではなく、使用している機体の国の様子である。
ブラスター・キートン／メカキートン（アメリカ）
アサルトを除く作品全てに登場。シリーズ初代主人公。初代、『3』では「ブラスター・キートン」名義、『2』と『リミテッド』は「メカキートン」名義である。『初代』の年齢は24歳。『2』では26歳。軍人。やんちゃで強気な性格。初代ではプレイヤー1専用だった。
続編以降はロボットになった姿「メカキートン」として登場している。また、『3』ではドリルが実装された。
初代に準じた『スペシャル』では再び人間として登場している一方、クリア後の追加機体用のキャラクターとして「メカキートン」も登場している。『スペシャル』のアーケード移植作『リミテッド』では再び「メカキートン」になっている。
双子の弟であるザッパー・キートンも軍人である。1周目にてキートンが星になってしまったために、2周目は弟がプレイヤーになるという話（初代）に登場している。
『3』にて、ある人物と結婚していることが示唆されている。
キース・ビショップ（アメリカ）
初代のみ登場。黒人のパイロット。家族がいる。初代ではプレイヤー2専用。『2』ではあるエンディングにて隠しキャラクターとして登場。その時はパイロット教官であった。
緋炎（日本）
声：相沢正輝（『アサルト』））
シリーズ内全作品に登場。正義感の強い忍者で、御前という殿様のような人物からの命をうけ戦っている。このシリーズの看板キャラクター的存在である。初代ではプレイヤー1専用。
真尾まお（日本）
声：川上とも子（『アサルト』）
シリーズ内全作品に登場。初代ではプレイヤー2専用であり、『アサルト』では隠しキャラクターとして登場する。緋炎と同様にシリーズの看板キャラクター的存在かつヒロイン的存在である。
初代の設定では、人気アイドル歌手なのだが実は時間を停める能力を持っており、“1日司令官”の仕事中にその能力を買われて無理矢理参加させられた。年齢は19歳。なお乗っている機体はオートパイロットで、本人の意思とは関係なく飛行している。
『2』では自称「歌って踊れる超音速アイドル」になっており、ステージ衣装で登場。年齢は21歳。前作と同じく軍帽を被っている。また、性格が弾け気味な感じになっている。緋炎の素顔を見るために自主的に参加した、というウワサも出ている。
『3』では映画の撮影中に呼び出されたという設定で、矢絣着物に軍帽といういでたちで登場する。また、この時点ではやや落ち着いた口調となっている。
『スペシャル』/『リミテッド』では初代の時のコスチュームで登場するが、スカートはアレンジされている。また『スペシャル』ではクリア後の追加機体で『3』のコスチュームでも登場する。また、乗っている機体がオートパイロットという設定が初代から受け継がれている。
なお同社作品『すくすく犬福』にゲスト出演している。
コウフル・ザ・バイキング（スウェーデン（初代、『リミテッド』）、ドイツ（『3』））
初代、『3』、『リミテッド』に登場。「バイキング」の末裔であり、上半身はほぼ裸。初代ではプレイヤー1専用。年齢は30歳。
『3』ではホワイト卿と組んでいる。さらに実は高名な科学者であるということも判明した。
ひ弱なヤツが嫌い。また、体を鍛えすぎたため、本人いわく、“宇宙空間でもマスク（酸素）なしでも平気”らしい。
ティービー A-10（スウェーデン）
初代、『リミテッド』に登場。「世界最強の戦闘マシン」を自称するロボット。頭にねじ巻きのようなものを取り付けられている。初代ではプレイヤー2専用。『初代』の年齢は0.2歳。
再登場した『リミテッド』でも、「世界最強の戦闘マシン」を謳っている。
『パワースパイクスII（スーパーバレー94）』では審判として登場している。
デザインの元ネタは「エリア88」に登場した地上空母の無人艦載機のカメラ。
ヴィリアム・シド・プライド（イギリス）
初代のみ登場。初代ではプレイヤー1専用。その初代では婚約者を敵にさらわれた。年齢は25歳。『2』ではあるエンディングで隠しキャラクターとして登場。メカキートンに食事をご馳走している。
特技はアーチェリー。
リヴァー・N・ホワイト卿（イギリス（初代）、ドイツ（『3』）、国連（『リミテッド』））
初代、『3』、『リミテッド』に登場。高齢のベテランパイロット。シリーズ設定ではプロジェクト・ブルーの総司令官でもある。初代ではプレイヤー2専用。『初代』の年齢は68歳。『3』ではコウフルと組んでいる。
『リミテッド』では、アレックスが飼っていた猫「ピクタス」を連れている。
なおラビット王国の王様や『すくすく犬福』の神様に良く似ているが他人の空似らしい。また、バニーランドの王様であるらしい。
猛烈さる爆弾
初代から『アサルト』を除く全作品に登場する巨大な謎の猿。おさるとも呼称される。『リミテッド』で逃した場合のバッドエンディングのナレーションによると「敵の最終兵器」らしい。
初代と『スペシャル』ではラストボスのバトルチャレンジャーが格納している地球破壊爆弾とランダムで出現する。
『2』では初代のラストステージの中ボスと合体しておさるステーションとなり、『3』ではさらに『2』のラストボスと合体してテヌキーチャウドおさるステーション、または大怪球 おさるステーションになる。
『リミテッド』では火星ステージで単独でラストボスになり、通常の姿に戻っている。

## 登場する機体
カッコ内は操縦者。機体によっては異なる操縦者が割り当てられることもある。
F/A-18（キートン（初代））
特徴として、ショットのフルパワーアップ状態は25秒間保てる。サブショットは「スネークナパーム」、特殊武器の「F.A.E.」は火力の高い気化爆弾である。
F-14（キース（初代）、シンシア&エレン（『2』））
特徴として、ショットのフルパワーアップ状態は、初代では15秒間保ち、『2』では87発撃った時点で終了する。サブショットは「フェニックスミサイル」、特殊武器「トマホーク」は一斉発射する。
特殊武器は『2』のみ、自家用ロケット5発からの支援爆撃となっており、威力はすばらしいものの、発動から敵弾消滅までタイムラグがあるため、緊急回避にならないこともある。
FS-X（緋炎（初代、『2』、『スペシャル／アサルト』））
特徴として、ショットのフルパワーアップ状態は、初代では18秒間保ち、『2』では87発撃った時点で終了する。サブショットは「忍者ミサイル」、特殊武器は「忍者ビーム」、と言った何処のシューティングゲームでも見られるようなミサイルとビームである。
『アサルト』での持ち弾は、クナイショット、スターズ、まきびし、忍者ビーム、である。
なお緋炎の機体は飛騨の名工が作ったカスタム機である。なお『スペシャル／アサルト』では「真・FSX」。
F-15（まお（初代、『2』））
特徴として、ショットのフルパワーアップ状態は、初代では10秒間保ち、『2』では40発撃った時点で終了する。サブショットは「ガルレーザー」、特殊武器「E・ウェイブ」は時を止める性能を持っている。
AJ-37（コウフル（初代））
特徴として、ショットのフルパワーアップ状態は40秒間保てる。
サブショットは拡散弾「メタルストーム」、特殊武器の「トールハンマー」は貫通能力を持った誘導弾である。
JAS-39（ティービー（初代））
特徴として、ショットのフルパワーアップ状態は30秒間保てる。
サブショットの「フロートマイン」には敵弾を消す効果がある。特殊武器の「グランドナパーム」は攻撃範囲と持続時間に優れるものの敵弾を消す能力が無くやや扱いづらい。
A-V8（プライド（初代））
特徴として、ショットのフルパワーアップ状態は25秒間保てる。サブショットは高威力の直進弾「クロスミサイル」、特殊武器の「援護爆撃スペシャル」は発動から攻撃判定の発生までにややタイムラグがあるものの、画面全体をカバーし威力も非常に大きい。
IDS（ホワイト卿（初代））
特徴として、ショットのフルパワーアップ状態は60秒間保てる。サブショットの「ナパームディスペンサー」は接近戦に強く、特殊武器「リングボム」は攻撃範囲にやや難があるものの攻撃および弾消し判定の発生時間が長い。

## ステージ構成
全8ステージ。前半面は4ステージから選択した機体の国籍と同じステージを除いた3ステージがランダムで選ばれ、全てクリアすると後半面に進む。
| ステージ数 | ステージ名            | ボス |
| ---------- | --------------------- | --- |
| ランダム面 | 日本 新宿             | スーパーX改                                                                                                  |
| ランダム面 | アメリカ ハドソン湾   | 戦艦ニュージャージー                                                                                         |
| ランダム面 | スウェーデン 山岳地帯 | ホーリーマウンテン                                                                                           |
| ランダム面 | イギリス NATO空軍基地 | 爆撃機バルカン                                                                                               |
| ステージ4  | 中東 キルクーク油田   | バジール |
| ステージ5  | 地中海 ボスポラス海峡 | ポモルニク                                                                                                   |
| ステージ6  | ロシア 赤の広場       | アイスフォックス                                                                                             |
| ステージ7  | 宇宙ステーション      | ステーションコア（中ボス） バトルチャレンジャー（ボス、第1形態） 地球破壊爆弾or猛烈さる爆弾（ボス、第2形態） |

## 移植版
家庭版では、1993年7月30日にスーパーファミコン版が発売された。アーケード版とは違って横画面だが、ビデオシステム自らが移植を担当し、スーパーファミコンにしては移植度がかなり高い方だった。ただし、BGMはアーケード版から全てSFC版オリジナルの楽曲に差し替えられており、SFC版は「F1 GRAND PRIX」などを手がけた板村直樹が担当した。隠しキャラクターに『ラビオレプス』の自機が追加され、隠しモードとしてタイムアタックモードが存在する。なお、隠しキャラのラビオレプスを選択すると全てのランダムステージをプレイすることになるため、ステージが1つ増えて全8面になる。
アーケード移植版はハムスターから「オレたちゲーセン族」シリーズの1つとして、2005年7月21日にPlayStation 2版が発売されたほか、2023年12月14日にアーケードアーカイブスの1作品としてPlayStation 4版とNintendo Switch版が配信、アーケードアーカイブス版は国内版のほか海外版『AERO FIGHTERS』も収録されており、また「こだわり設定」で1P側コントローラーで2P側機体を使用する設定や、開始ステージの選択、ゲーム画面に現在のステージの表示の有無を設定可能となっている。

## 評価
アーケード版『ソニックウィングス』は、アーケードゲーム業界紙・ゲームマシン425号の「Game Machine's Best Hit Games 25」のテーブル型TVゲーム機部門で2位にランクインした。
一方、早苗月 ハンバーグ食べ男は4Gamer.netに寄せた記事の中で、日本ではスーパーファミコン版が多く出回ったものの、アーケード版は見たことがないと述べている。逆に北米では、アーケード版（アップライトキャビネット）が多く出回り、SNES版はプレミア価格で取引されていると早苗月 ハンバーグ食べ男は述べている。
また、早苗月 ハンバーグ食べ男はSFC版『ソニックウィングス』について、個性的なキャラクターに加え、ラスボスの爆弾が低確率でサルに変化する『猛烈さる爆弾』といった珍妙な要素が印象に残ったと述べている。
GameProは、SFC版『ソニックウィングス』について、想像力に富んだ武器を評価した一方、グラフィックがありきたりだと指摘した。
加えて、同誌はサウンドエフェクトが貧弱で音楽も単調だとし、「Aero Fightersのアクションはあなたに何も残さない。一時的なスリルは結局ハンガーに戻る」と述べた。

## ソニックウィングス2
1994年7月に発売された続編。この作品と後述する続編の『3』はSNKのアーケード筐体：Multi Video System（MVS）用に製作されている。そのため、MVSのモニター制限により縦画面から横画面へと変更された。展開のテンポは前作と変わらず健在で、操作についても前作と変わっていないが、ショットのフルパワーアップ状態が3段階になり、元の状態に戻る条件も、時間制限から弾発制限となった。また、操作できる機体はプレイヤー1・2共に全8機が扱えるようになった。ただし、同じ機体を同時に選択することはできない。参加する国（チーム）の数も、4カ国から5カ国へと増えた。新たにボーナスステージをステージ3と7に設置。その影響もあり、ステージは全部で10面で、それを2周するとオールクリアとなる。最終ボスは全3種類おり、そのうちランダムで1体だけ出現するようになっている。
本作から『リミテッド』までのBGMは細井聡司とぴろをが担当し、シリーズの特色となった。
本作は当初通常の縦画面シューティングとして製作されており、ロケテストも行われていた。しかし完成寸前にハードがMVSへと変更され現場は大混乱となり、開発チームの誰も横画面の縦スクロールシューティングなんか作りたくなかったが、何とか面白いゲームにしようとがんばったと、当時の開発者が後年発行の同人誌上で語っている。
家庭版では、1994年8月26日にネオジオ版とネオジオCD版が同時発売された。後者のBGMはアレンジ版が使われており、サイトロン・レーベルで両バージョンの音源を収録したサントラが発売されている。
2017年8月3日にアケアカNEOGEOの一タイトルとしてPlayStation 4、Nintendo Switch、Xbox Oneでダウンロード配信され、また2022年5月12日より同じくアケアカNEOGEOの一タイトルとしてiOS、Androidにて配信され、2025年8月7日にはNintendo Switch用パッケージソフト『アケアカNEOGEO セレクション Vol.5』にも収録された。

### メインストーリー（プロローグ）
第1作から2年後、かつて滅んだ謎の組織が用いた超兵器を用いた軍隊が世界各地を次々に占拠する。
国際秘密救助隊のリヴァー・N・ホワイト隊長は国連から依頼を受け、軍隊の撃滅作戦を展開する。

### 登場キャラクター
シルバー大尉（アメリカ）
『2』、『スペシャル/リミテッド』に登場。『2』では50歳。ベテランの軍人。スキンヘッド。ヒゲがトレードマーク。
フリントというインコを飼っている。フリントの元の飼い主であるランディは大尉の戦友であり、世間を騒がせている謎の組織の手によって殺害される。大尉はこのインコのためも含めて、ランディの仇を討つために、１人愛機サンダーボルトⅡを使って組織に立ち向かう。
シリアス系に見えるが実はあるエンディングではホワイティの中の人になっている。
『リミテッド』では、再びランディの仇をとりに向かう。
『スペシャル』のエンディングのひとつではランディは「実は生きていた」ことが明かされる。
シンシア&エレン（国連管轄（『2』、『リミテッド』）、イギリス（『3』））
『2』、『3』、『リミテッド』に登場。シンシアは大富豪の家系のお嬢様であり、『2』では10歳。エレンはシンシアの家庭教師、運転手、ボディーガードを兼ねたお目付け役であり、『2』では26歳。
『3』では、エレンの結婚式当日に呼び出されて参加させられているという設定であり、ウェディングドレスを着ている。
シンシア&エレンは同社作品『爆裂クラッシュレース』の登場キャラクターであるが、設定や外見は微妙に異なる。
なお、『アサルト』でのエレンについては、後述の『アサルト』のキャラクター欄にて説明する。
海外版での名称は「CINDY&ELLEN」。
ホワイティー（国連管轄（『2』）、ロシア（『3』）、?（『リミテッド』））
声：石川寛美（『アサルト』）
初代以外の作品全てに登場。大阪梅田のミニ水族館で育てられたイルカ、関西弁を話す。出しゃばりで、調子に乗る性格。時々天狗になることも。
弾けっぷりがすごく、自身のことを（自称）「天才イルカ」と思っている。『2』では4歳。アメリカ空軍の次期戦術戦闘機候補だったYF23のパイロットでもある。イルカが操縦するためコックピットに様々な改造が施されている。
『3』では、色々な建物を壊したことに関して少し気にかけているが、すぐさま開き直っている。
『リミテッド』でも建物を壊したことを気にかけているが、“文化財じゃないから”（本人談）ということで、開き直っている。おまけに面倒くさそうに“放っとこ”と漏らしている。
まおと同じで、『アサルト』では隠しキャラクターとして登場する。
海外版での名称は「SPANKY」。
アンジェラ（フランス）
『2』、『リミテッド』に登場。本職は歌劇のスター女優だが、ゲーム中では自由・平等・博愛の為に空を翔ける騎士を自称する。『2』では25歳。フランスの秘密救助隊の主要メンバーでもあり、卓越した戦闘能力を持っている。
なお『3』ではあるエンディングにゲスト出演している。
年齢は25歳。
海外版での名称は「STEVE」。
アーサー（イギリス）
『2』のみ登場。「噂の名探偵」を自称する乳児。時折、赤ちゃん言葉を使うこともある。年齢は1歳。
乗機であるAV-8ハリアーは父・ヴィリアムのものであり、父に黙って使用している。
海外版での名称は「BOBBY」。

### 登場する機体
F-117（メカキートン（『2』））
特徴として、ショットのフルパワーアップ状態は54発撃った時点で終了する。
特殊武器は「サテライトレーザー」。発動から敵弾消滅までタイムラグがあるため、緊急回避にならないこともある。サブウェポンのスネークナパームは『2』のみ演出が違う。
A-10（シルバー大尉（『2』））
特徴として、ショットのフルパワーアップ状態は54発撃った時点で終了する。機動力は低いが、サブウェポン、特殊武器ともに火力はすさまじい。
YF-23（ホワイティー（『2』））
特徴として、ショットのフルパワーアップ状態は95発撃った時点で終了する。
サブウェポンに敵弾を消す力がある、初心者向けの機体。
ラファール（アンジェラ（『2』））
特徴として、ショットのフルパワーアップ状態は54発撃った時点で終了する。機動力はあるが、火力はかなり低い。
AV-8（アーサー（『2』））
特徴として、ショットのフルパワーアップ状態は54発撃った時点で終了する。
『スペシャル』では溜め押しでの垂直上昇により、一瞬無敵化出来る。

### ステージ構成
全10ステージ。最初は日本から始まり、前半面としてアメリカ、ブラジル、パリからランダムで選択され、全てクリアすると後半面に進む。
| ステージ数 | ステージ名     | ボス                                                                         | 備考 |
| ---------- | -------------- | ---------------------------------------------------------------------------- | --- |
| ステージ1  | 日本 京都      | スーパーX改（中ボス） 多脚歩行戦車 スーパーXX（ボス）                        | |
| ランダム面 | アメリカ       | ステルス爆撃機 B-2                                                           | マンハッタン島と遊園地が舞台。地上からは敵が出てこないが、自由の女神や観覧車を壊すとアイテムが出現する。 |
| ランダム面 | ブラジル       | バジール（中ボス） 超大型装甲列車 バジールII（ボス）                         | |
| ランダム面 | パリ           | 重戦闘機 コンコルド                                                          | |
| ステージ3  | 大西洋         | -                                                                            | ボーナスステージ。パワーアップアイテムを落とすヘリコプターが多数出現する。                               |
| ステージ6  | オーストラリア | 超戦艦 リヴァイアサン                                                        | 海上が舞台。                                                                                             |
| ステージ7  | ネパール       | -                                                                            | ボーナスステージ。ヘリコプターのほかにミサイルも出現する。                                               |
| ステージ8  | メキシコ       | 秘密要塞 テトカポリトカ                                                      | |
| ステージ9  | ハワイ         | 試作攻撃機 X-68                                                              | |
| ステージ10 | ？？？         | おさるステーション（中ボス） 大怪球 ラーorテヌキーチャウドorマンボウ（ボス） | |

### 評価
ネオジオ版『ソニックウィングス2』は、ファミ通クロスレビューにて40満点中28点が付けられた。GameProのキャプテン・スクウェアは一般的に肯定的に評価した。減速のいくつかの問題、プレイヤーのためのジェット機の音の欠如、オリジナリティに欠けることを挙げたが巨大なボス、そして操作性の良さによって全体的に楽しいシューティングだとした。Next Generationは2/5の星を与え「あらゆるスキルを持つプレイヤーは1時間以内に通常レベルで勝利できるでしょう。より高いレベルではより多い課題がある。だが新しいものではない」と述べた。ネオジオフリークが1997年に同誌で行ったネオジオゲームツインレビューでは7、5の12点。レビュアーのうち1人は様々な国のパイロットを自由に選択できる点や、難易度は比較的低くシューティングが苦手な人でも楽しめるとした。別のレビュアーは個性溢れるキャラクターが魅力だとしつつも、シリーズの中では『3』や『リミテッド』が結構遊べるのに対して本作はバランス面でやや難があり残念だとした。

## ソニックウィングス3
1995年10月に発売された『2』の続編。前作と同様にMVS用のゲームである。基本システムと操作系は変わっていないが、追加システムとして新たにルート分岐システムが採用されている。ルート選択はボスを破壊した時に出現する敵機の右翼か左翼を破壊すると決定する。全8ステージで、最終ボスも分岐ルートで決まる。プレイヤーが操作できる機体の数も8機から10機へと増えたが、機体がジェット機からレトロなレシプロ機へと変更された。これらの10機に加え、セレクト画面である隠しコマンドを入力すると、隠し機体（キャラクター）が2体（2人）出現する。エンディングは使用キャラクターのほか、コースによっても違ってくることもある。機体やルートの選択次第ではあるが、強い機体＆易しいルートを選んだ時の難易度は、前2作品と違って低め。基本操作の説明が機体選択後に出てくる。全2周でオールクリアとなる。このシリーズの特徴であるスピーディーな展開は健在である。
家庭版では、1995年11月17日にネオジオ版とネオジオCD版が同時発売された。後に2018年3月15日にアケアカNEOGEOの一タイトルとしてPlayStation 4、Nintendo Switch、Xbox Oneで、同年11月30日にPC(Windows 10)で、2022年9月22日にiOSとAndroidでそれぞれダウンロード配信された、、2025年8月7日にはNintendo Switch用パッケージソフト『アケアカNEOGEO セレクション Vol.6』にも収録された。アケアカNEOGEO版ではドイツチームの二人プレイ時のエンディングのテキストが変更されている。
BGMは当時新しいジャンルであったジャングルで統一されている。作曲を担当した細井はレッドブルとのインタビューの中で、Pirowoから提案されたと話している。
細井は同作の楽曲制作で用いたFM音源について「追い込まないとデフォルトの音になってしまうような。」と入っており、制作に当たってはデフォルトの音源を「捨てる」ところから始め、何時間にもわたって試行錯誤を繰り返したと、ゲーセンミカドの店長イケダミノロックとの対談の中で振り返っている。

### メインストーリー（プロローグ）
第2作から3カ月後、アメリカ西部の都市の夜空に謎の光が出現する。直後、数機の大型戦闘機が突如現われ、都市を攻撃。
同様の事件は世界各地で発生し、国際秘密救助の基地も同様の被害を受ける。
戦闘機は飛び立つ間もなく炎上し、わずかに残った使用可能な最新鋭機も敵の策略により使い物にならなくなる。
敵勢力が試作機を含めた古いレシプロ機を使用していたことから、リヴァー卿は地下格納庫に保管されている古い兵器を含め使える限りの兵器を使うよう命じる。

### 登場キャラクター
ブレイザーズ（アメリカ）
『3』のみ登場。ギル、グレン、グリンダの3人によるチーム。『3』で操縦するレシプロ機：P61「ブラックウィドウ」はグリンダが所有している。ギルとグレンは同社の『闘神（正確な文字は神の下に人）ブレイザーズ』の登場キャラクター。グリンダは『3』が初出。
『3』では、ギルの師匠の娘が、ある秘伝書を盗まれたと同時に敵にさらわれている。
グリンダ（別述）は後に『アサルト』に単独参加している。
チャイカ&プーシカ（ロシア）
『3』、『リミテッド』に登場。父親の薬代を稼ぐために参戦した、双子の姉妹。見分け方として、メガネをかけている方が姉のチャイカである。なおチャイカはロシア語で「カモメ」、プーシカ（プーシュカ）は「大砲」を意味する。
『リミテッド』でも『3』の時と同じ理由で参加。ただ、プーシカの性格が少し弾け気味になっている。
マーカム（ドイツ）
元グリーンベレーでマーシャルアーツの達人。「生きた殺人兵器」の異名を持つ。初出は同社の対戦格闘ゲーム『タオ体道』。
言葉少なめで冷徹であるように見せているが実際はナルシストであり、『タオ体道』での勝利ポーズを披露しても「格好悪い」や「変だよね」と酷評される。
アレックス&ピクタス（イギリス）
アレックスは少年パイロット。ピクタスはアレックスが飼っている猫。
北白川小兎美
『3』の隠しキャラクター。初出は同社のシューティングゲーム『ラビオレプス』。『ラビオレプス』では敵に捕まっていたが、『3』では自らUSAGIを駆って姉を助けに出撃。
『スペシャル』でも隠しキャラクターとして登場。
ワッフル大佐
『3』の隠しキャラクターで、作中では「謎の男」として登場し、その正体はエンディングで明らかになる。初出作品である『スパイナルブレーカーズ』では主人公を務める。
実はストーリーの中心にいる重要人物である。
『スペシャル』でも隠しキャラクターとして登場。

### 登場する機体
F4U「コルセア」（キートン）
特徴として、パワーアップ状態は3段階に分けられており、フルパワー状態は380発撃ち終えると1段階ダウンする。特殊武器は「巨大キートン大暴れ」。また、『スペシャル』ではボタン連発により、大型ビーム砲を発射するまでとなった。
P61「ブラックウィドウ」（ブレイザーズ）
特徴として、パワーアップ状態は3段階に分けられており、フルパワー状態は380発撃ち終えると1段階ダウンする。3WAYのメインショットと自動追尾するサブウェポンが強力な機体。メイン・サブ全弾を集中させれば攻撃力がすさまじいものとなる。特殊武器は「タイニーティムロケット」。
零式艦上戦闘機 52型丙（緋炎）
特徴として、パワーアップ状態は3段階に分けられており、フルパワー状態は280発撃ち終えると1段階ダウンする。特殊武器は「科学忍法“火の鳥”」。
特殊水上攻撃機 晴嵐（まお）
特徴として、パワーアップ状態は2段階に分けられており、フルパワー状態は100発撃ち終えると1段階ダウンする。
特殊武器は、F-15と同じで「E・ウェイブ」。特殊武器発射の瞬間からボタンを押しっぱなしにすることで攻撃力がある6発の光球を機体周囲に固定することが可能。押し続ける限り、ステージ終了か被弾まで有効だが、敵弾が見づらくなるため時間停止が終了したら切り離したほうがよい。
IL2「シュトルモビク」（チャイカ&プーシカ）
特徴として、パワーアップ状態は2段階に分けられており、フルパワー状態は300発撃ち終えると1段階ダウンする。フルパワー時のタワーミサイルの攻撃力はすさまじいため、ボス戦に温存するべき。ショットがV字ということもあり、ゼロ距離射撃が効果的。
特殊武器は「スーパーマトリョーシカ」。出現パターンが3種類あり、発動時間≒攻撃力が変わる（短いときは一瞬で帰ってしまう）。『スペシャル』でさらにパターンが増え、謎のロシア文字を撒き散らしていく。
ポリカルポフ I-16（ホワイティ）
最大の特徴は、溜め撃ちが可能となっている。その他の特徴として、パワーアップ状態は4段階に分けられており、フルパワー状態は240発撃ち終えると1段階ダウンする。特殊武器は「ジェットスクリュー」。
Do335「プファイル」（マーカム）
「ポリカルポフ I-16」と同じで、溜め撃ちが可能となっている。溜めれば溜めるほど持続時間が延びるが、射程は短くなる。その他の特徴として、パワーアップ状態は3段階に分けられており、フルパワー状態は330発撃ち終えると1段階ダウンする。特殊武器は「マーカムフラッシュ」。
Ju87「スツーカ G」（コウフル&ホワイト卿）
特徴として、パワーアップ状態は4段階に分けられており、フルパワー状は態450発撃ち終えると1段階ダウンする。特殊武器は「1トン爆弾」。
ワールウィンド（アレックス&ピクタス）
こちらの機体も溜め撃ち可能となっている。その他の特徴として、パワーアップ状態は3段階に分けられており、フルパワー状態は360発撃ち終えると1段階ダウンする。特殊武器は「グランドスラムボマー」。
ソードフィッシュ（エレン&シンシア）
特徴として、パワーアップ状態は1段階のみで、200発撃ち終えると元に戻る。サブウェポンの威力は強力だが、軌道が独特なため当てるには慣れが必要。最弱時と最強時の落差が激しく、最強時の弾数も決して多くないため使いこなすのは難しく、上級者向け。
特殊武器は「ハーフピークMk14特殊魚雷」。
AKA-USAGI（小兎美）
特徴として、パワーアップ状態は2段階に分けられており、フルパワー状態は270発撃ち終えると1段階ダウンする。特殊武器である「ラビオ乱舞」は、自機が無敵になって体当たりを仕掛けるものである。
なおAKA-UASAGIは同社のシューティングゲーム『ラビオレプス』の自機。ソニックシリーズでの初出は正確には初代のSFC版の隠し機体である。
ディアブローン（謎の男）
特徴として、パワーアップ状態は8段階と幅広いが、フルパワー状態はたった80発撃ち終えると1段階ダウンする。特殊武器は「援護射撃」と「バリア」の2つを持っているが、この2つはランダムで2分の1の確率でどちらかが出てくる仕組みになっている。また全機体中唯一サブウェポンが装備されていない。
なおディアブローンは同社のシューティングゲーム『ターボフォース』の自機。「パワーアップが8段階で、80発撃ち終えると一段階戻る」のはターボフォース時の仕様そのままである（但しターボフォースの時と違い、フルパワー状態以外ではショットがレベルダウンしない）。

### ステージ構成
全17ステージ。ステージ1、4、7でボスを倒すと中型機が出現し、破壊した部位によってステージが分岐する。ステージ3と6はボーナスステージ。ステージ8の分岐はステージ7クリア時に発生し、左翼を破壊で8A、右翼を破壊で8Bに進む。
| ステージ数            | ステージ名                    | ボス                                                                                               | 備考 |  |
| --------------------- | ----------------------------- | -------------------------------------------------------------------------------------------------- | --- |  |
| ステージ1             | 帝都 東京                     | 首都防衛ロボ 東京タワーロボ（中ボス） 零式超重戦車 ドニ改（ボス、1周目） ドニ改（ボス、2周目）     | 分岐は左翼を破壊で2A、右翼を破壊で2Bへ進む。 2周目のボスは1周目とは異なり雑魚の小型戦車のグラフィックを流用したボスが出現する。 |  |
| ステージ2A            | ドイツ キール軍港             | 装甲空母 グラーフ・ツェッペリン                                                                    | |  |
| ステージ2B            | 北アフリカ 砂漠               | 移動要塞 バジール3                                                                                 | |  |
| ステージ3A            | ボーナスステージ              | -                                                                                                  | 並列してスコアアイテムを出す戦車を破壊していく。 |  |
| ステージ3B            | ボーナスステージ              | -                                                                                                  | 破壊できないがショットを打ち込むとパワーアップアイテムを吐き出す大型機が出現する。 |  |
| ステージ4A            | アメリカ グランド・キャニオン | 戦略爆撃機 天端                                                                                    | 分岐は左翼を破壊で5A、右翼を破壊で5Bに進む。 |  |
| ステージ4B&ステージ5A | ロンドン                      | 戦略ロケット V3                                                                                    | 4Bの場合は分岐があり、左翼を破壊で5B、右翼を破壊で5Cに進む。 |  |
| ステージ5B            | フランス ノルマンディ         | 輸送機 Me323ギガント（第1形態） 人型機動兵器 レインファイア（第2形態）                             | |  |
| ステージ5C            | 中央アメリカ パナマ運河       | 重戦艦 モンタナ                                                                                    | |  |
| ステージ6A            | ボーナスステージ              | -                                                                                                  | パワーアップアイテムを落とすフライングパンケーキが出現する。 |  |
| ステージ6B            | ボーナスステージ              | -                                                                                                  | 岩が落下してくる。破壊すると破片になり、それも破壊するとパワーアップアイテムが出現する。 |  |
| ステージ6C            | ボーナスステージ              | -                                                                                                  | ステージ3Bと同じ大型機が出現するが、爆弾を投下してくる。 |  |
| ステージ7A            | 北アフリカ 砂漠               | 地上戦艦 クロスファイア（第1形態） 生体兵器 大王イカ（第2形態）                                    | |  |
| ステージ7B            | カンボジア アンコール遺跡     | 異次元魔術師 ファイアマスター（中ボス） 古代兵器 マルス・ヴェスタ（ボス）                          | ボスは過去作のボスと使用している自機に変身する能力を持つ。低確率で『2』の京都ステージに登場した「大京都タワー」に変身して自滅することがある。 |  |
| ステージ7C            | ソ連 要塞                     | 親子攻撃機 ズヴィエノ9（中ボス） 円型砲艦 ノブゴロド（中ボス） 要塞 マキシムゴーリキーI&II（ボス） | |  |
| ステージ8A            | バミューダ沖 深海             | テヌキーチャウドおさるステーション（中ボス） バガリウス号or謎のボス アトランティックランス（ボス） | アトランティックランスは低確率で出現し、パワーアップアイテムをばら撒いて去っていくだけのボーナスキャラクター。 『ダライアス外伝』のタイタニックランスのパロディであり、「タイタニックランスが出現した時に終端が見えずに延々と出ていたら笑えるだろう」というスタッフの冗談を実現したものになっている。 |  |
| ステージ8B            | 火星                          | 大怪球 おさるステーション（中ボス） 謎の飛行物体 グラブラorソー竹子（ボス）                        | |  |

### 評価
GameProのメジャー・マイクはネオジオAES版『ソニックウィングス3』について、激しいアクションとサウンドを評価した一方、ゲームプレイが新鮮さに欠けるとして、『2』ほど楽しめたものではないと述べている。また、マイクはステージが2より短くなっていることや2人プレイモードで複数の国のパイロットを組み合わせることができなくなった点を指摘した。
4Gamer.netの風のイオナは『ソニックウイングス3』の音楽について、「Scorchers」のインパクトは現在（2020年）でも色あせないと評価している。
ゲーセンミカドの店長イケダミノロックは同作の作曲者である細井との対談の中で、当時最先端だったジャングルがゲーム音楽として用いられていることに衝撃を受けたと述べ、「『ソニックウィングス』では、各面でいろいろな国を巡っていくんですが、こてこての日本やアメリカ風ではない曲をチョイスする感じが、すごくいいなと思いました。」と話している。また、イケダは同作の効果音が特に気に入っていると述べている。
ライターの芹澤正芳は、インプレスのムック『このレトロゲームを遊べ！』の中で同作を取り上げ、ショットとボムを駆使するオーソドックスなシステムだとしつつも、ステージ進行のテンポの良さ、さらにはゆるやかに上昇する難易度などを評価した。また、芹澤はキャラクターごとに異なる装備やステージ分岐によって何度でも遊びたくなると述べている。

## ソニックウィングス スペシャル
1996年7月5日にセガサターン用ソフト、同年8月30日にPlayStation用ソフトとしてビデオシステムが開発、メディアクエストから発売された。
シリーズ総集編作品で、初代の設定を下敷きに初代と『2』と『3』を融合させつつ新ステージを盛り込んだ作品となっている。システムはコンシューマ向けにアレンジされており、特定のステージをクリアするとステージが選択できたり別機体が使用できるようになっている。ボーナスステージは廃止されたが、アイテムが大量に出てくる面が存在する。画面サイズの変更が出来て、初代アーケード版のように縦画面にすることも可能。1～3と異なり1周ENDになっている。
後にハムスターから「Major Wave」シリーズ内の「アーケードヒッツ」第4弾として、2002年8月29日にPlayStation版が復刻されている。またハムスター製作のiモード携帯向けのコンテンツ「ゲーム発掘島」にBOSSRASHモードのみが移植されている。
2007年8月30日からはゲームアーカイブスで配信されている。
2012年3月7日にAndroidアプリとして配信開始。PS版がベースだが、1人プレイ専用でBOSSRASHモードはない。

### メインストーリー（プロローグ）
近未来、世界征服をもくろむ「ファタ・モルガナ」に対し、超国家的組織「プロジェクト・ブルー」は秘密裏に戦いをすすめていた。
だが、ある日ファタ・モルガナは世界各国の軍隊の中枢を掌握し、一斉にクーデターを引き起こす。

### 評価
PS版『ソニックウィングス スペシャル』はファミ通クロスレビューでは8、5、6、6の25点がつけられた。レビュアーは弾幕はその場で動かなければ避けれる簡単さはユニーク、タイムアタックが楽しいとした一方、「グラフィックやサウンドにところどころチープさを感じる」「操作性が微妙」「縦に長い画面にするとスクロールがガクガクしてしまい閉口」「敵弾をもう少し大きくしてほしかった」「ボムが有能過ぎる」とした。また、Best Picks of This Weekではレビュアー4人中1人が本作を選んだ。

### ソニックウィングス リミテッド
1996年に稼動。アーケード版最後の作品で『ソニックウィングス スペシャル』の逆移植作。ただし次のような相違点がある。
- ステージ1が東京から京都に、最終ステージの『3』ルートがバミューダトライアングルから火星に変更。
- 家庭用は9ステージ制だったが、AC版は7ステージ制に減った。それに伴い、シリア砂漠やグランドキャニオンなど一部のステージが削除されている。
- 家庭用で登場した隠しキャラ（北白川小兎美・ワッフル大佐）とレシプロ機体が削除。また一部の機体の性能が変更されている。
- 全機体にショットボタン長押しの特殊行動（溜め撃ち）が追加。
- パワーアップアイテム・ボムアイテムを取ると、無条件でボーナス点が入る（他のシリーズ作品ではフルパワー状態・スペシャルウェポンのストック数が最大時のみボーナス点が入る）。またこれらのアイテムと地上のザコ敵を倒した時に出現するボーナスアイテム（選択した国の通貨の金塊）は、出現してから時間が経つほど高得点になる。
- 家庭用は前半のランダムルートに設置されていたニューヨークが後半ルートに移動。
- 『スペシャル』と同じステージでも、中ボスが配置されていたり、ボスそのものが異なることがある。
- 最強状態の弾数制限が無くなった。
- ゲームオーバーになりコンティニューすると、その場から続けるか、ステージの初めからやり直すかを選択することができる。
- 後半のルートは、プレイヤーのスコア（最終面の分岐のみミス数も）によって自動的に決まる。具体的な条件は下記のステージ構成を参照。
- キャラクターのセリフ画面が、『3』のようにボスを倒したその場で出てくる。

難易度は1周ENDになった影響か、前作3より少し難しくなっている。BGMは一部を除いて『スペシャル』と同じ。細かい設定や演出が盛り込まれており、ビルを爆破すると、その中から人々が手を振って助けを求めているという演出が入る。また、その人の数もランダムに変わっていく。
海外名のタイトルは『AERO FIGHTERS SPECIAL』となっている（家庭用版は日本国内のみ販売されていたため）。

#### 登場キャラクター
ボルク・ザ・“ノーデット”（ロシア）
声：秋元羊介（『アサルト』）
『リミテッド』、『アサルト』に登場。冷酷な男で眼帯をしている。敵勢力に自分を裏切った者達がいることをつきとめ、倒そうとしている。また、『アサルト』でも同様の理由から参戦する。

#### 登場する機体
一部過去の作品に登場した機体の名前が愛称付きで出てくるが、まったく違う機体なのか後付されたのかは不明である。
F117N「シーホーク」（メカキートン）
サブウェポンは敵をめり込む「ドリルミサイル」、特殊行動（溜め撃ち）はドリルミサイルを前方に設置して敵弾を防ぐ「ドリル・ザ・ヘッジホッグ」、スペシャルウェポンはキートン自らが巨大化する「メガキートンmkII」（最高ストック数5）。巨大化中はショットでレーザーを放つ「キートンビーム」、上、下、上、上、ショットの順に押すと追尾弾を放つ「キートン・ハート・ビーム」を放つことができる。
A-10「サンダーボルトII」（シルバー大尉）
サブウェポンは前方の斜め方向に爆弾を打ち出す「クラスター爆弾」、特殊行動（溜め撃ち）は高威力だが着弾した場所にしか当たらないガトリング砲を放つ「35mmガトリング」、スペシャルウェポンは爆弾を投下する「ペイブウェイ」（最高ストック数6）。
真・FS-X（緋炎）
サブウェポンは武器の型をした追尾弾の「万死刀（マンジトウ）」、特殊行動（溜め撃ち）は手裏剣型の弾を発射する「烏丸陣（カラスマジン）」、スペシャルウェポンは「忍者ビーム」（最高ストック数5）
F-15DJ「イーグル」（まお）
サブウェポンは追尾ビームの「緑の疾風」、特殊行動（溜め撃ち）はビームを前方にばら撒く「マジカルレーザーシャワー」、スペシャルウェポンは時を止める「E・ウェイブ」（最高ストック数5）。
Ka-50「ホウカム」（ヴォルク）
サブウェポンは前方に飛ぶ対戦車ミサイルの「AT16」、特殊行動（溜め撃ち）はメインショットの向きを変える「メインショット方向固定」、スペシャルウェポンはTu-95かTu-160のどちらかが出現して爆撃する「DA掩護爆撃」（最高ストック数4）。
IL-102「シュトルモビクII」（チャイカ&プーシカ）
サブウェポンは機雷をばら撒く「ボンボメターニェ」、特殊行動（溜め撃ち）はマトリョーシカ型の弾を打ち出す「57mmマトリョーシカキャノン」、スペシャルウェポンは巨大マトリョーシカが出現して攻撃する「ボリショイマトリョーシカ」（最高ストック数6）
ラファール M（アンジェラ）
サブウェポンは薔薇型のビットがフランス国旗のようなカラーのビームを放つ「ローズビット」、特殊行動（溜め撃ち）はビットが自機を守るように周囲に回転するがショットが打てなくなる「ビットバリア」、スペシャルウェポンは重力フィールドを発生させる「デルニエール・ルスールス（最大ストック数5）。
F-14「トムキャット」（エレン&シンシア）
サブウェポンは追尾ミサイルを発射する「フェニックスミサイル」、特殊行動（溜め撃ち）は翼を開閉させる「可変翼開閉」、スペシャルウェポンは背後からミサイルを発射する「トマホーク」（最大ストック数5）翼の開閉は最初は閉じた状態で、縦移動が早く横移動が遅い、開いた状態は横移動が早く縦移動が遅くなり、当たり判定が若干幅広くなる。
AJ-37「ヴィゲン」（コウフル）
サブウェポンは広範囲にロケット弾を発射する「ロケットシュツルム」、特殊行動（溜め撃ち）は正面に大型ミサイルを発射する「RB04E対空ミサイル」、スペシャルウェポンは宙返りしながらミサイルを発射する「トールハンマー」（最大ストック数は6）。
F-104「スターファイター」（ティービー A-10）
サブウェポンは敵弾を消去する機雷を放つ「フロートマイン」、特殊行動（溜め撃ち）は空中で停止する機雷を設置する「フロートマイン2型」、スペシャルウェポンは「自機の周囲に爆発を放つ「スーパーナパーム」（最大装ストック4）」。
YF-23A（ホワイティ）
サブウェポンは発射から時間が経つと幅広くなる「ソニックウェイブ」、特殊行動（溜め撃ち）は貫通弾を放つ「アクアプレジャー」、スペシャルウェポンは津波を発生させる「アクアストーム」（最大ストック数4）。
AV-8B「ハリアーIIプラス」（ホワイト卿）
サブウェポンは蛇行しながら進む火柱を放つ「スネークナパーム」、特殊行動（溜め撃ち）は垂直上昇して攻撃を回避する「垂直上昇」、スペシャルウェポンはV字に広がる炎を放つ「ヘルフレイム」（最大ストック数6）。

#### ステージ構成（リミテッド）
| ステージ数 | ステージ名     | ボス | 備考 |
| ---------- | -------------- | --- | --- |
| ステージ1  | 大京都         | 99式防空列車 五山                                                                                          | |
| ランダム面 | マットグロッソ | 多脚歩行戦車 スーパーXX                                                                                    | スーパーXXは一定ダメージを与えると脚部を格納して飛行形体に変形する。                                                                         |
| ランダム面 | パリ夜景       | コンコルド（中ボス） 無人偵察機 ブラックスター（ボス）                                                     | ブラックスターは一定の攻撃を与えると片方の翼が折れて回転しながら攻撃する(左右で攻撃方法が変わる)。                                           |
| ランダム面 | アルプス       | 永久要塞システム ゴーリキーⅢ                                                                               | |
| ステージ4  | ウラル山脈     | 揚陸ホバー ポモルニク（中ボス） 移動要塞 バジールB（ボス）                                                 | ポモルニクは小型化されたものが2体出現する。 ステージクリア時にスコアが500000点以上でニューヨークに進む。                                     |
| ステージ5  | エーゲ海       | 海上要塞 ナヴァロン（中ボス） 砲艦 ノブゴロド（ボス）                                                      | |
| ステージ5  | ニューヨーク   | ステルス爆撃機 B-2（中ボス） 戦艦 ニュージャージー（ボス）                                                 | ステージクリア時にスコアが550000点以上でパナマ運河に進む。                                                                                   |
| ステージ6  | 赤の広場       | 大型対空戦車 ドラゴ（中ボス） 重戦闘機 フレイムフォックス（ボス）                                          | フレイムフォックスは外見こそアイスフォックスと同じだが、 一定ダメージを与えると翼を切り離し前進翼を持つ形態に変形する。                      |
| ステージ6  | パナマ運河     | ガトゥーンガーダー（中ボス） 輸送潜水艦 U9999（ボス、第1形態） 突撃戦闘艇 シュツルムヴァッフェG（第2形態） | ステージクリア時にスコアが600000点以上で異空間、パナマ運河をクリア時（赤の広場ステージでは不可能）に600000点以上、かつノーミスで火星に進む。 |
| ステージ7  | 衛星軌道上     | 戦闘衛星 ステーションコア（中ボス） 謎の飛行物体 グラブラorパンドラ（ボス）                                | |
| ステージ7  | 異空間         | 謎の生物 クラブビー（中ボス） 謎の大怪球 ラーor謎の戦車 クーゲルブリッツ（ボス）                           | クーゲルブリッツは3の2周目のドニ改と同様の姿をしている。                                                                                     |
| ステージ7  | 火星           | 猛烈さる爆弾 おさる                                                                                        | ボス戦のみのステージ。 |

## ソニックウィングス アサルト
1998年3月19日にNINTENDO 64用として発売された、シリーズ唯一の家庭用のみの作品。また、シリーズ唯一の3D作品ともなっている。開発はParadigm Entertainmentが手がけた。NINTENDO64ということで、グラフィックは非常に良く、操作性も良い。また、難易度は、シューティングゲームとしては高いほうである。隠しモードで、全てのステージが自由に選択できるようになる。最初に操縦できる機体（キャラクター）は4体（4人）だが、隠し機体（キャラクター）が2体（2人）存在、各キャラクターのカバーボイスが収録されている。また、デスマッチ以外のモードでは、各機体ごとに2種類のカラーリングが用意されている。その他、各ステージごとに作戦内容が記されていたり、ボスやザコキャラクターの名前まで出てくるなど、演出が凝っている。

### メインストーリー（プロローグ）
世界征服をもくろむ謎の巨大軍事組織「ファタ・モルガナ」は、国連軍平和維持部隊「プロジェクトブルー」相手に苦戦していた。
業を煮やした彼らは、南極で爆弾を爆発させて氷の大半を溶かし、ニューヨークや東京をはじめとする世界の主要都市を水没させ、それに乗じる形で大兵力による侵略を開始する。
直ちに「プロジェクトブルー」は追撃体制に移るも、地上部隊は移動すら困難な状況に陥っており、海上部隊も避難民の救出を優先せねばならなかった。
残った「プロジェクトブルー」の航空部隊は、それぞれの目的から「ファタ・モルガナ」を追撃する。

### 登場キャラクター
ホーク
声：高山勉
『アサルト』から登場したシリーズ2代目主人公。長い髪を束ねたいで立ちであり、熱血漢であり負けず嫌いな青年。また、陽気な一面も持つ。学生兼プロジェクトブルー戦闘隊練習生。プロジェクトブルーでは同期の誰よりも腕を上げるために努力しており、成績はいつもトップクラスである。また、戦いに参加した理由も、「お前らはまだまだヒヨっ子だ!」と言ってくる教官に実力を認めさせるというものである。
なお、海外版では容姿が異なっている。
グリンダ
声：安藤ありさ
『アサルト』では単独参加。その理由は本人いわく、“なんとなく”。
エレン
声：佐久間レイ
プレイヤーにステージの状況などを伝えるなどのナビゲーターとして登場。本当は参加予定だったのだが、シンシアが戦闘機の中で遊んでいた際に、シンシアが戦闘機を壊してしまったため、参加できなくなった（このときシンシアはおたふく風邪で寝込んでいた）。

### 登場する機体
F-14B「トムキャット」（ホーク）
持ち弾の種類：メインウェポン「20mm機関砲」、サブウェポン「フェニックスミサイル」、スペシャルウェポン「トマホークミサイル」、ディフェンスウェポン「チャフ」（「チャフ」には攻撃力がない）。
SU-35「スーパーフランカー」（ボルク）
持ち弾の種類：メインウェポン「ファイヤーボール」、サブウェポン「ファイヤーアロー」、スペシャルウェポン「ファイヤーウェーブ」、ディフェンスウェポン「空中機雷」。
A-10A「サンダーボルトII」（グリンダ）
持ち弾の種類：メインウェポン「30mm機関砲」、サブウェポン「4連射ロケット」、スペシャルウェポン「スーパーFAE（気化爆弾）」、ディフェンスウェポン「チャフ」。
X-29A「A.T.D.」（ホワイティ）
F-15J「エンジェル」（まお）

### ステージ構成
| ステージ数 | ステージ名      | ボス                  | 備考 |
| ---------- | --------------- | --------------------- | --- |
| ステージ1  | TOKYO           | 歩行要塞 スーパーXX   | |
| ステージ2  | PACIFIC OCEAN   | 戦艦 リバイアサン     | |
| ステージ3  | AIR DOCKING     | -                     | 飛行空母ゴライアスへの着艦訓練。ステージ2までにスコアが170点以上で進む。                                                                                         |
| ステージ4  | AIR BATTLE      | 航空要塞 スプリガン   | |
| ステージ5  | DESERT          | 移動要塞 バジール     | ステージ4をクリアするまでのプレイ時間により天候が昼間か夕方に変化する。                                                                                          |
| ステージ6  | SHUTTLE DEFENSE | -                     | スペースシャトルの護衛ミッション。ステージ5の天候が昼間の状態でクリアすると進む。                                                                                |
| ステージ7  | FORTRESS        | 工場要塞 リ＝オストロ | |
| ステージ8  | GOLIATH DEFENSE | -                     | 飛行空母ゴライアスを襲撃する敵機を迎撃する。ステージ3、ステージ6を両方クリアすると進む。                                                                         |
| ステージ9  | ANTARCTIC OCEAN | -                     | |
| ステージ10 | ICE CAVE        | 人類絶滅兵器          | ボスの名称はゲーム内では表記されず、外見は大怪球 ラーと酷似している。                                                                                            |
| ステージ11 | SPACE           | マザーシップ パンドラ | 形態には名称があり、第1形態は「グラブラ」、第2形態は「ステーションコア」、第3形態は「パンドラ」となる。ステージ8をクリアした状態でステージ10をクリアすると進む。 |

## ソニックウイングス リユニオン
2025年5月29日にPC / PlayStation 5 / Nintendo Switch用ソフトとして発売された作品で、業務用としてもセガフェイブのアミューズメント施設向けのゲーム配信システム「ALL.Net P-ras MULTI バージョン3」用ソフトとして同日に配信、稼働開始した。
今作では、状況に応じてBGMが変化する「メインモード」、ゲーム中常に真尾まおの歌が流れる「真尾まおモード」、そして10組のアーティストによる2、3、リミテッド（スペシャル）の楽曲のアレンジ版を任意のステージに設定できる「アレンジBGMモード」の3種類のモードがある。。
真尾まおをはじめシリーズの人気キャラクターに加え、ゲストキャラクターとして「北白川 小桃」と「犬福」が登場する。